# 西之表市立国上小学校
西之表市立国上小学校（にしのおもてしりつ くにがみしょうがっこう）は鹿児島県西之表市国上にある公立小学校。

## 沿革
- 1879年（明治12年） - 国上小学校創立（浜之門）。創立記念日を6月12日と定めた。
- 1886年（明治19年） - 国上尋常小学校と改称。
- 1894年（明治27年） - 現在地に校舎移転新築。
- 1896年（明治29年） - 国上尋常高等小学校と改称。
- 1929年（昭和4年） - 講堂・家事室・農舎落成。
- 1941年（昭和16年）国民学校令により、国上国民学校と改称。
- 1947年（昭和22年） - 学制改革により、西之表町立国上小学校と改称。
- 1956年（昭和31年） - 校章と帽子・バッチを制定。
- 1958年（昭和33年）10月1日 - 西之表町の市制施行により、西之表市立国上小学校と改称。
- 1970年（昭和45年） - 体育館竣工。
- 1978年（昭和53年） - 百周年記念事業実行委員会発足。
- 1992年（平成4年） - プール竣工式挙行、祝賀式開催。第1回浦田湾横断遠泳大会実施。
- 1999年（平成11年） - 創立120周年記念ゴミステーション設置。
- 2010年（平成22年） - 校舎・体育館耐震工事。
- 2011年（平成23年） - 児童用パソコン15台・職員用パソコン2台更新。
- 2012年（平成24年）9月13日 - 本校ホームページ更新し、ブログを立ち上げる。
- 2013年（平成25年）
  - 4月1日 - 複式学級設置（第2・3学年複式学級）。
  - 日付不明 - 校舎内スロープ設置。校庭時計設置（卒業記念）。
- 2014年（平成26年）
  - 4月1日 - 特別支援学級（肢体不自由児）開設。
  - 日付不明 - あいさつ坂舗装工事。
- 2016年（平成28年）
  - 4月6日 - 特別支援学級（知的）開設。
  - 12月20日 - 風力発電・太陽光発電設備完成。
- 2017年（平成29年）10月20日 - 後校舎2階スロープ設置。
- 2018年（平成30年）
  - 3月23日 - 階段昇降機設置。
  - 4月20日 - 風力発電設備改築。
- 2019年（平成31年）1月22日 - 児童用タブレット13台・職員用タブレット1台と事務室パソコン1台更新。

## 通学区域
- 桜園・白石・野木平・国上中目・奥・久保田・浦田・湊・上古田・寺之門[1]

## 周辺
- 鹿児島県道581号伊関国上西之表港線